# Ana Costa
Ana Cristina da Costa (Rio de Janeiro, 8 de março de 1968) é uma cantora, compositora e instrumentista brasileira. Na cerimônia de abertura dos Jogos Pan-americanos de 2007, cantou ao lado de Arnaldo Antunes a música oficial do evento.

## Discografia

### Solo
- 2012 - Hoje É o Melhor Lugar (Biscoito Fino) (2.000)
- 2010 - Novos Alvos (Zambo Discos / Biscoito Fino) (1.500)
- 2006 - Meu Carnaval (Zambo Discos) (10.000)

### Coletâneas
- 2009 - Brazilian Café (Putumayo World Music)
- 2008 - Samba Nova
- 2008 - Chill: Brazil 5 (Warner Music)

### Em conjunto
- 2003 - Coisas do Amor (Zambo Discos)
- 2000 - Tô de Olho (Zambo Discos)
- 1999 - Musical Coeur-Sambá (Zen Records/CID)
- 1997 - Butiquim do Martinho (SonyBMG)

### Participações
- 2010 - Poetas da Cidade - Martinho canta Noel (Biscoito Fino)
- 2010 - Disney Adventures in Samba (Walt Disney)
- 2009 - Samba Social Clube 2 (EMI)
- 2008 - Viajando com Martinho (Zambo Discos / Biscoito Fino)
- 2008 - Mar Ipanema (Independente)
- 2008 - As cantoras da Lapa - Encantos do samba (Brito Produções)
- 2007 - Jovelina Duetos (Som Livre)
- 2007 - Orquestra Lunar (Rob Digital)
- 2007 - Em Homenagem a Mario Lago
- 2002 - No Compasso do Meu Coração (Independente)

### Trilhas sonoras
- 2010 - Tempos Modernos (Som Livre)
- 2007 - Trilha Oficial dos XV Jogos Pan-americanos (Som Livre)